# Ліберальна партія Австралії
Ліберальна партія Австралії (англ. Liberal Party of Australia) — австралійська ліберально-консервативна політична партія, партія «середнього класу». З часів її заснування 1945 року вона є основною правоцентристською партією Австралії, що змагається за політичну владу в країні з лівоцентристською Австралійською лейбористською партією як на федеральному, так і на штатному рівні.
Заснована 31 серпня 1945 на конференції консервативних партій та інших угруповань, опозиційних панівній лейбористській партії.
До її складу увійшли:
- Партія Єдиної Австралії
- Австралійська жіноча національна ліга — консервативна жіноча організація
- Юні націоналісти — консервативна молодіжна організація

На федеральному рівні Ліберальна партія є урядовою з 1996 у складі традиційної коаліції з Національною партією. На виборах 2004 коаліція отримала більшість не лише у Палаті представників, але й у Сенаті. На рівні штатів обидві ці партії перебувають в опозиції у всіх штатах і територіях країни.
У зовнішній політиці Ліберальна партія обстоює підтримку та укріплення традиційних союзів Австралії зі США та Великою Британією, що іноді завдає шкоди відносинам з її азійськими сусідами.
1977 року від Ліберальної партії відкололась ліво-ліберальна партія Австралійські демократи.
Тривалий час (1950-1960-ті роки) характерною рисою Ліберальної партії був антикомунізм. 1951 року навіть здійснили спробу заборонити Комуністичну партію.

## Лідери Ліберальної партії з 1945
- Роберт Мензіс 1945—1966 (прем'єр-міністр 1949-66)
- Гарольд Голт 1966—1967 (прем'єр-міністр 1966-67)
- Джон Гортон 1968—1971 (прем'єр-міністр 1968-71)
- Вільям Мак-Магон 1971—1972 (прем'єр-міністр 1971-72)
- Біллі Снедден 1973—1975
- Малколм Фрейзер 1975—1983 (прем'єр-міністр 1975-83)
- Ендрю Пікок 1983—1985
- Джон Говард 1985—1989
- Ендрю Пікок 1989—1990
- Джон Г'юсон 1990—1994
- Олександр Доунер 1994—1995
- Джон Говард 1995—2007 (прем'єр-міністр 1996—2007)
- Брендан Нельсон 2007—2008
- Малкольм Тернбулл 2008—2009
- Тоні Ебботт 2009—2015 (прем'єр-міністр 2013-2015)
- Малкольм Тернбулл 2015—2018 (прем'єр-міністр 2015—2018)
- Скотт Моррісон 2018—2022 (прем'єр-міністр 2018—2022)
- Пітер Даттон з 2022

| Прапор Австралії | Це незавершена стаття про Австралію. Ви можете допомогти проєкту, виправивши або дописавши її. |